# Бациуа, Мэтью Янсен
Мэтью Янсен Бациуа (наур. Mathew Batsiua; род. 27 мая 1971, Науру) — науруанский политический деятель, министр здравоохранения, юстиции и спорта Науру.

## Биография
Родился 27 мая 1971 года в Науру. Избран в парламент на выборах 2004 года, тем самым сместив бывшего члена Парламента Кинзу Клодумара. Переизбран в 2007 и в 2008 году.